# Alix Didier Fils-Aimé

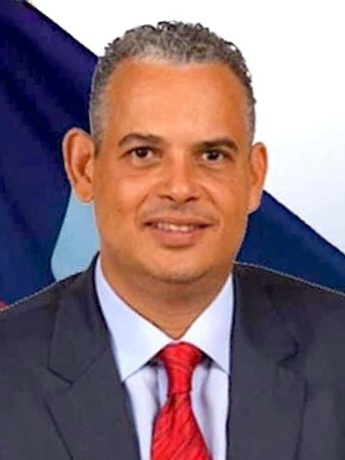
Alix Didier Fils-Aimé (2024)

Alix Didier Fils-Aimé (* 14. November 1971) ist ein haitianischer Geschäftsmann und Politiker. Er ist seit dem 11. November 2024 Premierminister von Haiti.

## Leben
Fils-Aimé legte einen Abschluss in Betriebswirtschaftslehre (Schwerpunkt Finanzwesen) an der Boston University (Vereinigte Staaten) ab. Anschließend nahm er am Leaders in Development-Programm der Harvard-Universität teil.
Fils-Aimé gründete im Jahr 1994 die Blanchisserie du Soleil S.A., die eine Kette chemischer Reinigungen betreibt. 1999 wurde er CEO der Haiti Network Group S.A. (HAINET), einem Anbieter von Internetdiensten. 2006 übernahm er zudem den Vorsitz von San Aquino S.A., deren Ziel es ist, die der gemeinde Aquin vorgelagerte Insel Grosse Caye zu entwickeln.
Im Jahr 2009 gründete er Fibu Industries S.A., die einzige Firma zur Herstellung von Papierprodukten in Haiti, deren Vizepräsident er bis 2015 blieb.
Neben seinen Aktivitäten als Geschäftsmann ist Fils-Aimé Gründungsmitglied der Association Haïtienne des Entreprises de Technologies de l’Information et de la Communication (Verband der haitianischen Unternehmen für Informations- und Kommunikationstechnologie; ATIC). Er gehörte auch der von Präsident Martelly eingesetzten Kommission für Informations- und Kommunikationstechnologien an, die sich aus Persönlichkeiten aus Wirtschaft und Wissenschaft zusammensetzte und deren Auftrag es war, strategische Vorschläge zu formulieren, die langfristig das Handeln des Staates inspirieren sollten.
Er war Vorsitzender des Verwaltungsrats der Industrie- und Handelskammer von Haiti (CCIH).
Im Jahr 2016 kandidierte er bei den Wahlen für den Senat im Département Ouest erfolglos für die Partei Vérité.
Am 11. November 2024 benannte ihn der Übergangsrat CPT als neuen Premierminister Haitis und entband damit Garry Conille von dieser Aufgabe. Die Maßnahme stieß auf Kritik, da Conille nur ein halbes Jahr im Amt gewesen war, angesichts der Krise in Haiti wegen Korruptionsvorwürfen gegen drei Mitglieder des CPT in Konfrontation mit dem Gremium geraten war und eine verfassungsmäßige Grundlage für das Verfahren fraglich erschien.
Gleichwohl legte Fils-Aimé noch am 11. November seinen Amtseid ab und wurde vom CPT in sein Amt eingeführt.